# Guden vitéz
Guden vitéz (10?? – 1079-ben, vagy utána) egy XI. században élt vitéz, akinek birtokai Paloznakon voltak, és Szent László király oldalán harcolt többek közt IV. Henrik német-római császár ellen. A vitéz 1079-ben kelt végrendelete által lett ismert, mely a magyarországi írásbeliség legrégebb óta fennmaradt darabja, a Tihanyi alapítólevél után.